# Parafia św. Marcina w Długich Starych
Parafia pw. św. Marcina w Długich Starych – parafia rzymskokatolicka, znajdująca się w archidiecezji poznańskiej, w dekanacie święciechowskim. Po raz pierwszy wzmiankowana w 1421 roku. 

## Terytorium
- Długie Nowe,
- Długie Stare,
- Trzebiny.

## Miejsca kultu
- kościół św. Marcina w Długich Starych

## Proboszczowie
- 1945 – 1947 ks. Piotr Kowalówka SChr
- 1947 – 1958 ks. Józef Rauer
- 1958 – 1968 ks. Władysław Kandulski
- 1968 – 1988 ks. Marian Ignasiak
- 1989 – 1999 ks. Zbigniew Małecki
- 1999 – 2007 ks. Piotr Kufliński
- 2007 – 2016 ks. Ireneusz Rachwalski
- 2016 – 2020 ks. Arkadiusz Pałka
- od 2020 ks. Konrad Rapior

## Służba Boża
Msze święte niedzielne:
- sobota: godz. 18:00
- niedziela: godz. 8:30 i 11:00

Msze święte w dni powszednie:
- od lipca do września: godz. 19:00
- od października do czerwca: godz. 18:00